# RTL Television
RTL Television, často zkráceně jen RTL, je německá soukromá televizní stanice se sídlem v Kolíně nad Rýnem. Vlastníkem je mediální skupina RTL Group. Vysílá různé zábavné pořady, talkshow, soutěže, seriály či mýdlové opery, sportovní přenosy a je jednou z nejsledovanějších německých televizních stanic.
RTL Television zahájila vysílání z Lucemburku v roce 1984 jako druhá soukromá televize pro Německo, tehdy pod názvem RTL Plus. Z Kolína nad Rýnem vysílá od roku 1988.

## Pořady

### Zpravodajství
- RTL Aktuell – hlavní denní zpravodajská relace, každý den v 18:45
- Guten Morgen Deutschland – ranní show RTL, ve všední dny v 6:00
- Punkt 12 – všední dny ve 12:00
- RTL Nachtjournal – půlnoční zpravodajská relace
- Explosiv – denní bulvární magazín
- Exclusiv – zpravodajství ze světa celebrit
- Stern TV – televizní pořad magazínu Stern
- Der Spiegel TV – televizní pořad magazínu Der Spiegel
- Extra – Das RTL-Magazin – víkendový magazín

### Seriály
- Alarm für Cobra 11 – (Kobra 11) – kultovní německý kriminální seriál vysílaný po celém světě vč. Česka

### Reality show
- Wer wird Millionär? – německá verze pořadu Chcete být milionářem?
- Deutschland sucht den Superstar – německá verze pořadu SuperStar (v originálu Idol)
- Let's Dance
- Bauer sucht Frau – německá verze pořadu Farmář hledá ženu
- Das Supertalent – německá verze reality show Talent
- Ich bin ein Star – Holt mich hier raus!
- Der Restauranttester – německá verze show Ano, šéfe!

### Show
- Die Bülent Ceylan Show
- Der Bachelor
- Die Bachelorette
- 500 – Die Quiz-Arena
- Es kann nur e1nen geben
- Willkommen bei Mario Barth
- Mario Barth deckt auf!

### Komedie
- Der Lehrer
- Die Kaya Show
- Magda macht das schon

### Mýdlové opery
- Gute Zeiten, schlechte Zeiten
- Unter Uns – každý den
- Alles was zählt – každý den

### Sport
- Formule 1
- FIFA World Cup
- Box

### Zahraniční pořady
- Bones (Sběratelé kostí)
- CSI: Crime Scene Investigation (Kriminálka: Oddělení kybernetiky)
- CSI: Miami (Kriminálka Miami)
- Person on Interest (Lovci zločinců)